# Bielorussia ai Giochi della XXXI Olimpiade
La Bielorussia ha partecipato ai Giochi della XXXI Olimpiade, che si sono svolti a Rio de Janeiro, Brasile, dal 5 al 21 agosto 2016.

## Atletica
La Bielorussia ha qualificato a Rio i seguenti atleti:
- 110m ostacoli femminili - 1 atleta (Alina Talaj)
- Lancio del peso femminile - 3 atleti (Julija Leancjuk, Natallja Michnevič e Alëna Dubickaja)
- Lancio del martello femminile - 1 atleta (Aksana Mjan'kova)